# Szent Patrik

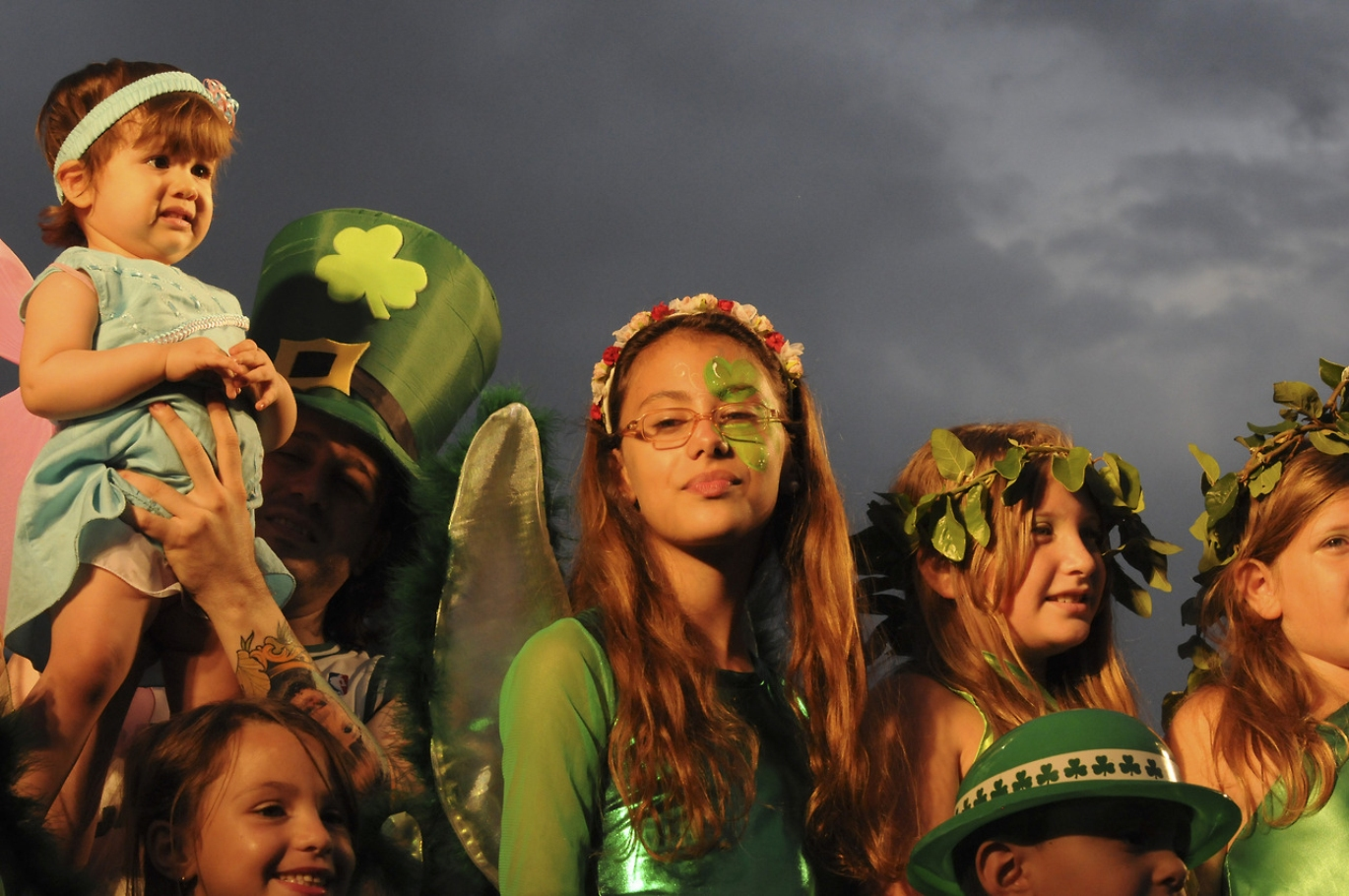
Szent Patrik napja, Buenos Aires (Argentína)

Szent Patrik (latinul: Patricius; népi ír: *Qatrikias; óír: Cothraige vagy Coithrige; közép-ír: Pátraic; ír: Pádraig; ówalesi: Patric; középwalesi: Padric; walesi: Padrig; óangol: Patric), (kb. 387 – kb. 460. március 17.. [az ír hagyomány szerint 493]) keresztény térítő volt, akit leggyakrabban Írország védőszentjeként, vagy Írország apostolaként tisztelnek, jóllehet ezt a címet Írországi Szent Brigitta és Szent Kolumba is megkapták.
Két hiteles levél is fennmaradt tőle, amikből az életére vonatkozó adatok kikövetkeztethetőek. Körülbelül 16 éves korában hazájában ír portyázók fogták el, és rabszolgának Írországba vitték magukkal. Itt hat évet élt, majd megszökött és visszatért családjához. Miután felvették az egyházba, felszentelt püspökként tért vissza Írország nyugati és északi vidékeire, azonban kevéssé ismertek itteni működési helyei. Már a hetedik században Írország védőszentjeként tisztelték.
A legtöbb, életére vonatkozó adatot későbbi, a hetedik századtól kezdődő hagiográfiák szolgáltatják, bár ezeket nem lehet kritika nélkül elfogadni. Az Ulster-i Annales kritika nélkül elfogadott adatai például azt eredményeznék, hogy életét 340. és  440. közé tegyük, valamint hogy 428-tól kezdődően számítsuk észak-írországi térítését. A Patrik életére vonatkozó évszámokat nem lehet bizonyosan megállapítani, de egy széleskörűen elterjedt magyarázat szerint az ötödik század második felében tevékenykedett misszionáriusként Írországban.
Szent Patrik napját halálának napján, március 17-én ünneplik. Mind Írországban és azon kívül is ünneplik úgy egyházi, mint világi ünnepnapként is. Az ír egyházmegyékben egyházi ünnepként és parancsolt ünnepként is megülik, míg Írországon kívül magának Írországnak az ünnepeként tartják meg.

## Háttér
Szent Patrik Maewyn Succatként született a római uralom alatt lévő Britannia provinciában. Ír fosztogatók rabolták el, és eladták rabszolgának. Juhokat kellett őriznie. Megszökött, Britanniába ment, és egy kolostorban lelt menedékre. Pappá válásakor vette fel a Patricius nevet. Egy jelenés biztatására visszatért Írországba, hogy az ott élő pogány íreket a keresztény hitre térítse. Szent Patrik Írország fő védőszentje, és egy legenda szerint ő lesz az, aki ítélkezik az írek felett az ítélet napján.

## Saját szavai szerint
Két latin nyelvű levél maradt fönn, amik általánosan elfogadott vélemény szerint Patriktól származnak. Ezek a Confessio és a Coroticus katonáihoz írt levél. A kettő közül a Confessio a fontosabb. Ebben Patrik rövid beszámolót közöl életéről és hivatásáról.
Szent Patrik a római Britanniában született, Banna Venta Berniae közelében. A település helye ismeretlen, de a hagyomány szerint Glannoventával azonosítják, ami ma a cumbriai Ravenglassnak felel meg. Apja, Calpornius diakónus volt, nagyapja, Potitus pedig pap. Tizenhat éves korában elrabolták és rabszolgának Írországba hurcolták. Itt Patrik pásztorként dolgozott és hat évig maradt fogságban. Azt írja, hogy hite nőtt a fogságban, valamint naponta imádkozott. Hat év elteltével egy hangot hallott, ami azt mondta neki, hogy hamarosan haza fog menni, majd azt, hogy a hajója készen áll. Urától elszökve egy kétszáz mérföldre lévő kikötőbe utazott, ahol talált is egy hajót. Különféle kalandok után hazatért családjához az immár húszas évei elején járó ifjú.
Patrik elbeszéli, hogy néhány évvel hazatérése után látomása volt:
Láttam egy írországi embert közeledni. A neve Victoricus volt és sok levelet hozott. Az egyiket nekem adta. Elolvastam a címét: Az írek hangja. Ahogy elkezdtem olvasni a levelet elképzeltem azt a pillanatot, ahogy hallom a focluti emberek hangját, akik a nyugati tenger melletti erdőnél élnek. És ők egy emberként kiáltották: „Hozzád fordulunk szent szolga, hogy jöjj és járj közöttünk!”.
A. B. E. Hood feltételezi, hogy a látomás Victoricusa megegyezik Szent Victricus, negyedik századi roueni püspökkel, aki az egyetlen akkori európai pap volt, aki a pogányok térítését végezte és 396-ban Britanniába látogatott egy hivatalos ügyben.
A Confessio nagy része foglalkozik olyan perekkel, amiket Patrik keresztény társai indítottak ellene. Hogy pontosan miről folytak ezek a perek, azt Patrik nem írja le teljesen. Szintén ebből a műből tudhatunk meg értékes adatokat Patrik küldetésével kapcsolatban. Azt írja, hogy „emberek ezreit keresztelte meg” és papokat rendelt arra, hogy vezessék az új közösségeket. Gazdag nőket térített meg, akik közül egyesek apácák lettek a családi ellenkezés ellenére. Királyok fiaival is foglalkozott, akiket szintén megtérített.
Szent Patrik helyzete Írországban külföldiként nem volt könnyű. Azzal, hogy több ízben is elutasította a királyok ajándékait, kívül rekesztette magát a normális rokonsági és hűbéri kapcsolatokon. A törvény szerint védelmen kívül állt és elmeséli, hogy egyszer megverték, kirabolták és láncra verték, feltehetően azért, hogy kivégezzék.
Az életére vonatkozó többi adatot a másik levélből vehetjük, amit Croticus katonáinak írt. Ezt a levelet az után írta, hogy első tiltakozása után kinevették és sértegették. Ebben a nyílt levélben kiátkozza Croticust, mivel annak katonái Patrik által megtérített embereket vetettek rabszolgaságra egy írországi portya után. A levél Croticus követőit mint „ördögök polgártársaiként” valamint „skótok és hitehagyó piktek társaiként” írja le. Nagyrészt egy nyolcadik századi jegyzetre alapozva Croticust Ceretic királlyal azonosítják. Más vélemény szerint azonban Croticus valószínűleg egy Írországban élő brit római polgár volt. Feltételezték, hogy ennek a levélnek az elküldése eredményezte azokat a pereket, amelyeket Patrik a Confessio-ban említ.
A legenda szerint Szent Patrik a Szentháromság tanát egy háromlevelű lóherével magyarázta az íreknek, így illusztrálva a keresztény tanításban a három isteni személy egységét. Mára a lóhere Szent Patrik napjának központi szimbólumává vált.
A háromlevelű lóherét már a kereszténységet megelőzően is szent növénynek tartották Írországban. Zöld színe és alakja sokak számára az újjászületést és az örök életet, három levele pedig az ősi, pogány vallás szent számát, a hármast, valamint az ősi hármas istenségeket szimbolizálta.